# Julij Harbuzow
Julij Wiktorowycz Harbuzow (ukr. Юлій Вікторович Гарбузов, ur. 23 września 1941 – zm. 28 grudnia 2016) był radzieckim i ukraińskim pisarzem science fiction, tłumaczem, posiadał stopień kandydata nauk technicznych oraz tytuł profesora nadzwyczajnego Charkowskiego Narodowego Uniwersytetu Elektroniki i Radioelektroniki. Był autorem licznych prac naukowych i artystycznych. 
Był dziadkiem słynnego tancerza towarzyskiego Vadima Garbuzova.

## Życiorys
Julij Harbuzow urodził się 23 września 1941 roku w mieście Jenakijewe, w obwodzie donieckim (Ukraina). Stefanija Emilijiwna Deziron, babсia Julija Harbuzowa, przyjechała z Liège (Belgia) do Doniecka w wieku 17 lat, gdzie poślubiła Ołeksija Juchymowycza Harbuzowa. W 1937 roku Oleksji Juchymowycz został represjonowany, a babcię zmuszono do zerwania kontaktu z rodzeństwem i pozostania na Ukrainie.
Jego matka, Marija Andrijivna Harbuzowa, i ojciec Wiktor Oleksijowycz Harbuzow byli lekarzami. W 1941 roku, po wybuchu II wojny światowej, Wiktor Harbuzow walczył w składzie 19-tej Armii Sił Zbrojnych ZSRR, która została otoczona i niemal w całości wzięta do niewoli przez Niemców. Później uznano go za zaginionego.
Maria, spodziewając się narodzin Julija została wysłana przez Wiktora do Jenakijewa, gdzie zamieszkała u jego babci, Stefaniji Déziron. Po porodzie podjęła pracę jako lekarka. Wkrótce Marija Harbuzowa otrzymała przydział do wsi Babanka na Czerkaszczyźnie, gdzie pełniła funkcję lekarki odpowiedzialnej za 33 okoliczne wsie. Z uwagi na liczne obowiązki, wymagające częstych wizyt u pacjentów o każdej porze dnia i nocy, powierzyła syna opiece sąsiadów pochodzenia polskiego. Bliski kontakt z nimi pozwolił Julijowi w przyszłości z łatwością opanować język polski. Praca na wsi uchroniła Marię i jej syna przed powojennym głodem, jednak pragnęła, aby Julij uczęszczał do szkoły miejskiej. Po zakończeniu wojny znalazła zatrudnienie jako lekarz-sanitariusz w Zaporożu, dokąd przeprowadziła się wraz z synem. Właśnie tam, w 1947 roku, rozpoczął on naukę w szkole podstawowej nr 5.
W 1958 roku, po ukończeniu szkoły, Julij Harbuzow rozpoczął studia na Wydziale Radiotechniki Charkowskiego Instytutu Politechnicznego. Po uzyskaniu dyplomu, w latach 1968–1971, pracował jako wykładowca na Katedrze Urządzeń Odbiorczo-Nadawczych Charkowskiego Instytutu Lotniczego. Następnie został wykładowcą na Katedrze Podstaw Radiotechniki w swojej macierzystej uczelni – Charkowskim Instytucie Politechnicznym. W 1971 roku, na mocy rozporządzenia Ministra Szkolnictwa Wyższego Ukrainy, wraz z całą katedrą został przeniesiony do Charkowskiego Instytutu Radioelektroniki, który obecnie nosi nazwę Charkowskiego Narodowego Uniwersytetu Radioelektroniki (KhNURE). W 1984 roku obronił pracę doktorską pt. Systemy radiotechniczne i telewizyjne, uzyskując stopień kandydata nauk technicznych, po czym objął stanowisko docenta na tej samej katedrze. Prowadził zajęcia z przedmiotów teoretycznych, takich jak „Sygnały i procesy w radiotechnice” oraz „Teoria i zastosowanie cyfrowego przetwarzania sygnałów”. Zajmował się również badaniami naukowymi o charakterze niejawnym, dlatego obecnie wyniki tych prac są znane jedynie wąskiemu gronu specjalistów i pozostają w ograniczonym dostępie.
Opowieści babci o historii rodziny wywarły na niego silny wpływ, wzbudzając w nim pragnienie odkrycia losów dalszych krewnych. W jednym z listów do redakcji Radia Wolna Europa tak opisał swoje poszukiwania:
„... Następnie ona (babcia) była zmuszona do wyrzeczenia się swoich braci i sióstr, którzy mieszkali w Liège. Przed śmiercią, w 1959 roku, poprosiła mnie, żebym przy pierwszej okazji odszukał belgijskich krewnych i w jej imieniu ich przeprosił. Jej prośbę zrealizowałem dopiero w 1989 roku”.

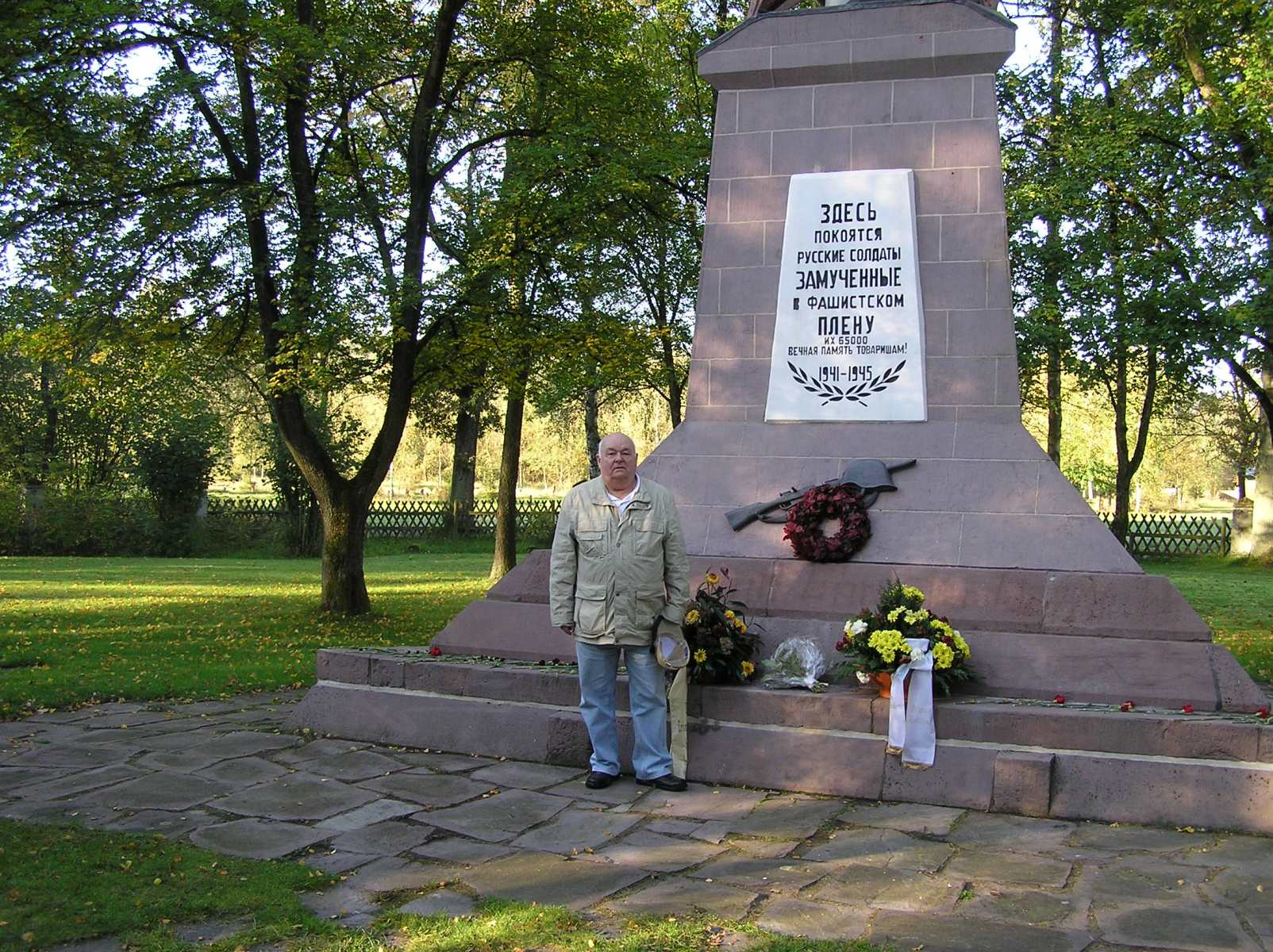
Julij Harbuzow przy pomniku byłego obozu koncentracyjnego, gdzie pochowany jest jego ojciec

Jak obiecał swojej babci, Julij zdołał odnaleźć swoich dalszych krewnych z rodziny Désiron, z którymi od czasu do czasu korespondował. W 1989 roku odwiedził ich w Liège.
Ojciec Julija przez długi czas był uznawany za zaginionego. Dopiero w 2003 roku, na podstawie dokumentów Czerwonego Krzyża, ujawniono, że od 1941 roku był więziony w niemieckim obozie Stalag 326, gdzie został zamordowany w 1943 roku. W 2010 roku Julij przyjechał z Charkowa do swojego wnuka, Vadima Garbuzova, mieszkającego w Wiedniu. Vadim i jego partnerka taneczna, Katrin Menzinger, przygotowywali się wówczas do zawodów Holland Masters, które odbywały się w Arnhem, w Holandii.
Gdy tancerze brali udział w zawodach, rodzice Katrin zabrali Julija na pogranicze Holandii z Niemcami. Stamtąd Julij sam dotarł do dawnego obozu, aby odwiedzić grób ojca. Po odszukaniu obozu i rozmowie z pracownikiem muzeum, gdzie spoczywały szczątki jego ojca, jednak Julij nie odnalazł jednak nazwiska Wiktora Harbuzowa na tablicy poległych.

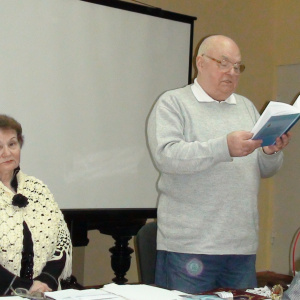
Julij Harbuzow prezentuje książkę „Równania wszechświata” podczas wieczoru literackiego w bibliotece im. Bielińskiego 2014

Julij Harbuzow przeszedł na emeryturę w 2009 roku, co pozwoliło mu skupić się bardziej na pisaniu i publikowaniu swoich dzieł oraz uczestniczenie w wydarzeniach literackich w Charkowie. Po przejściu na emeryturę pracował również jako tłumacz w kilku biurach tłumaczeń w Charkowie (języki francuski, polski, niemiecki, ukraiński i rosyjski). Pisarz zmarł 28 grudnia 2016 roku z powodu niewydolności serca i chłoniaka, a jego pogrzeb odbył się w Charkowie, na 13. cmentarzu.

### Twórczość

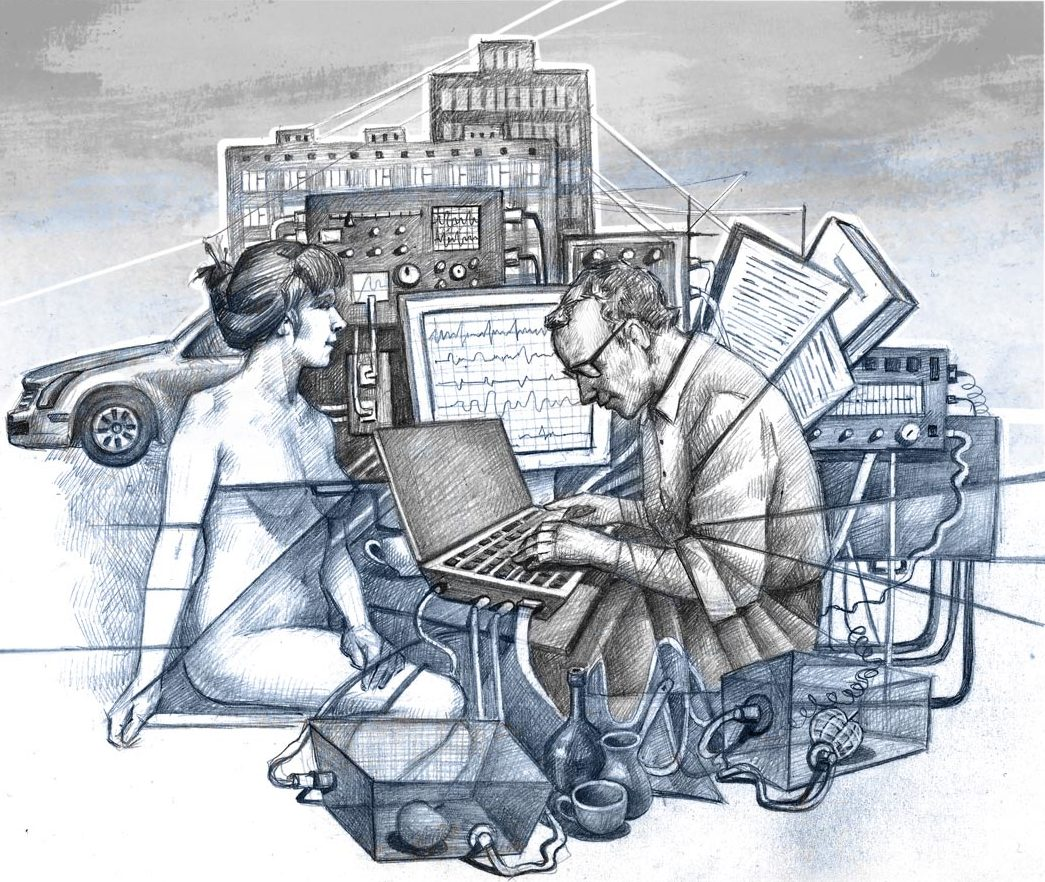
Okładka powieści Równania wszechświata

Pierwsze opublikowane opowiadanie, Niewymyślona historia, zostało wydane w 1999 roku w Petersburgu. Zasadniczo Julij Harbuzow tworzył głównie fantastykę, na przykład: Czarodziejska mgła, Czerwony rycerz, Sagan-Rog, Równania wszechświata. Opisywał także codzienne życie ludzi, jak w Bajkach dziadka Gordija czy w opowiadaniu Żyto i kąkol.
Ponieważ Julij spędził większość życia w środowisku rosyjskojęzycznym, niemal wszystkie jego utwory zostały napisane po rosyjsku. Pasjonował się literaturą przez całe życie, ale rzadko publikował swoje dzieła i często pisał do szuflady. Jednak po przejściu na emeryturę w 2009 roku mógł w pełni poświęcić się pisarstwu i publikowaniu swojej twórczości.
W 2012 roku ukazało się drukiem uznawane za jego najważniejsze dzieło – Równania wszechświata. Ta powieść science fiction została zainspirowana badaniami naukowymi Julija, zwłaszcza dotyczącymi dokładnego pomiaru czasu. Do jej napisania zachęcił go Jurij Wołoszczuk, kierownik Katedry Podstaw Radiotechniki, pod którego kierunkiem Julij badał istotę czasu. Dlatego właśnie Wołoszczukowi Julij zadedykował książkę Równania wszechświata. W książce opisano, jak myśl materializuje się i oddziałuje na przedmioty. Na temat tego dzieła wypowiedział się pisarz V. R. Vorgul:

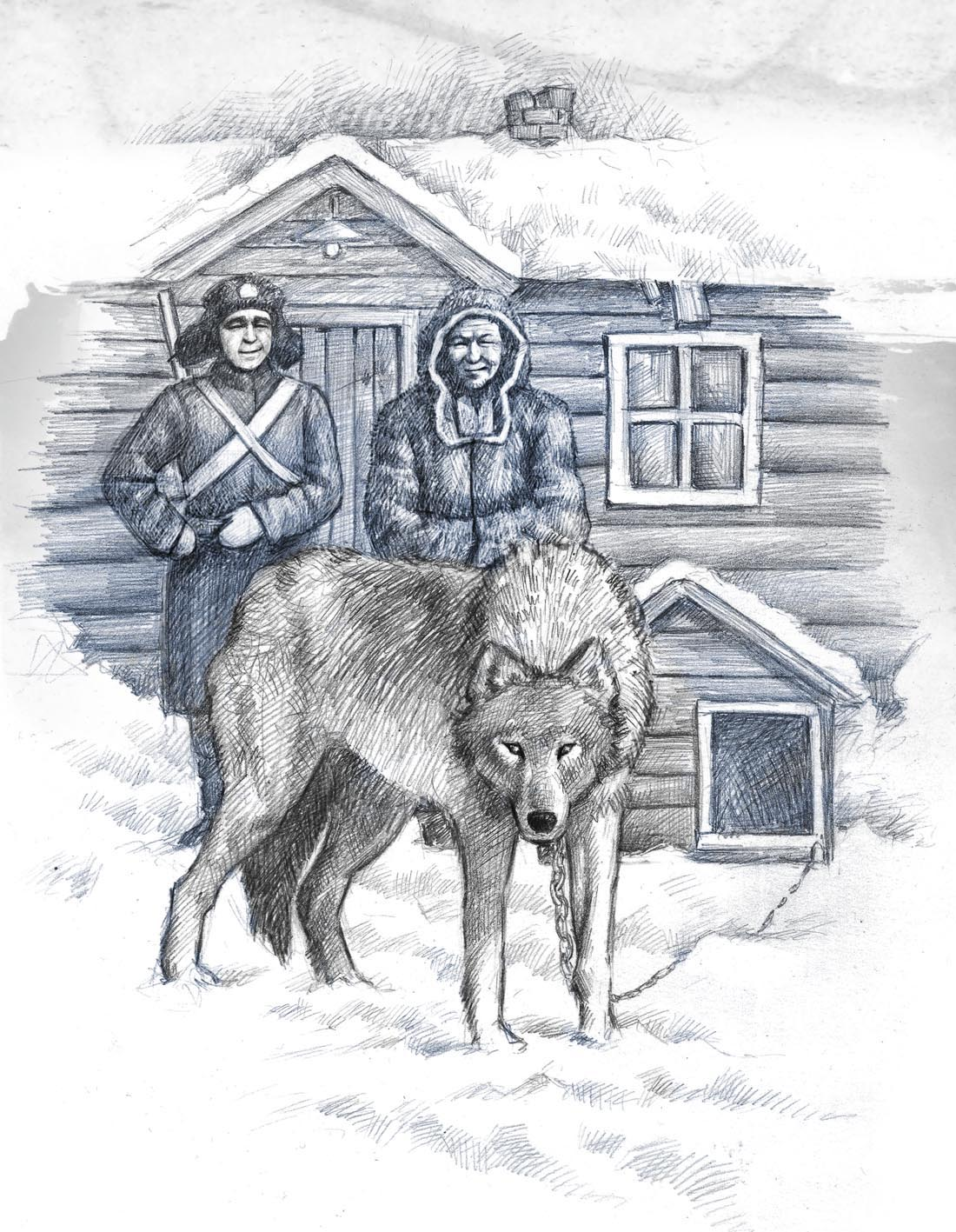
Okładka opowiadania Wilk na posterunku autorstwa Julija Harbuzowa

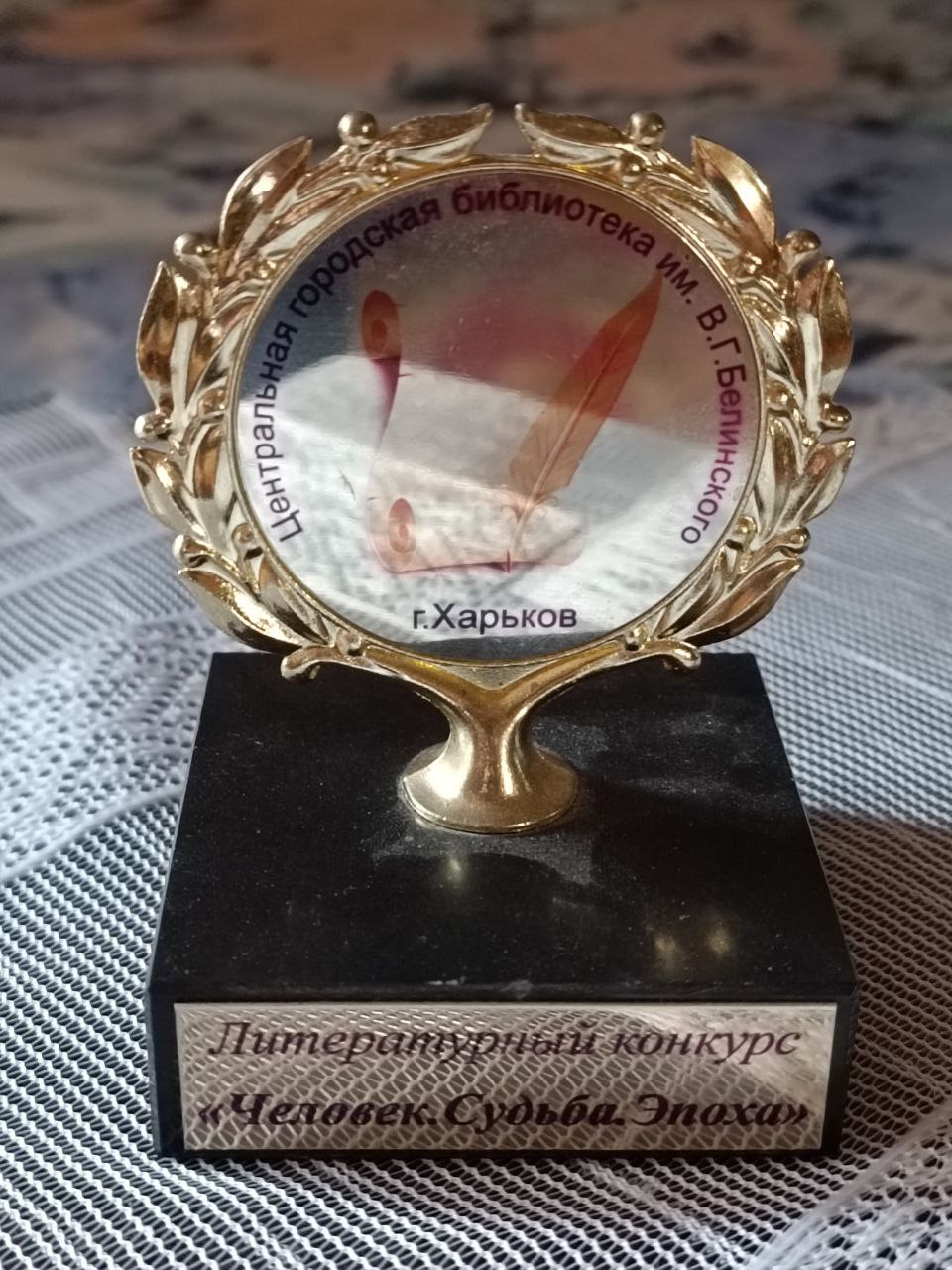
Nagroda, którą otrzymał Julij w konkursie literackim „Człowiek. Los. Epoka” w Charkowie

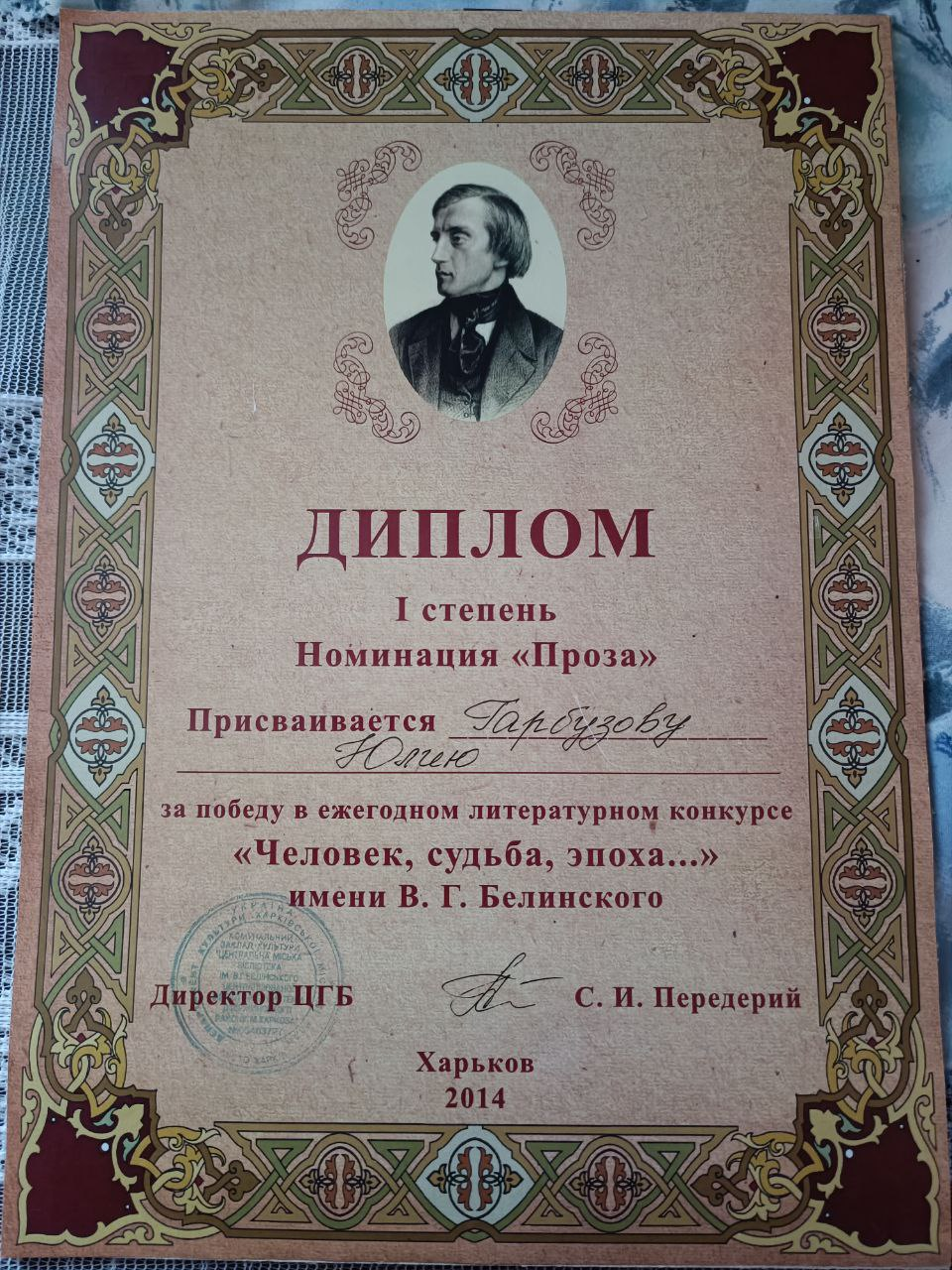
Dyplom otrzymał Julij Harbuzow za pierwsze miejsce w konkursie „Człowiek. Los. Epoka”

„Czytając tę powieść, trudno uwierzyć, że to fantastyka – wszystko wydaje się prawdziwe. Siła ducha, szlachetność, poświęcenie „w imię” i „dla” jednych bohaterów sąsiadują z karierowiczostwem, wulgarnością, nędzą, a niekiedy nawet sadyzmem innych.”
Opowiadanie Wilk na strażnicy przedstawia losy mieszkańców radzieckiego posterunku granicznego położonego w tajdze, którzy przygarnęli wilczę. Czytelnikowi zostaje codzienne życie pograniczników na tle rozwijającego się konfliktu. W recenzji tego utworu wykładowczyni Uniwersytetu Karletonskiego, R. K. Nazarkulova, opisała go między innymi w następujący sposób:
„... Przez kilka lat mieszkaliśmy na Ałtaju, dokładnie w tych miejscach, które tak barwnie i z miłością opisał Pan we wspomnianej opowieści. Czytając ją, wyraźnie widzę góry, strome, zaśnieżone ścieżki, słyszę skrzypienie śniegu, który na mrozie mocno się ubił pod kopytami konia, czuję kłujące tchnienie surowej zamieci, widzę wiekowe cedry, sosny, modrzewie…”
Opowiadania i powieści Julija Harbuzowa zostały opublikowane w czasopismach i portalach internetowych Ukrainy, Rosji i Kanady, takich jak: Privet Vancouver, S.A.M., Fliphtml5, Samlib, Litnet, Wattpad, Proza.ru, Litvek. Ponadto na stronie jego wnuka, tancerza Vadima Garbuzova, znajduje się osobna sekcja poświęcona twórczości Julija. W 2011 roku Julij został członkiem kolegium redakcyjnego charkowskiego literackiego almanachu „Charkowski Mist”, w którym od 2010 roku regularnie publikowano jego utwory. Był również członkiem Międzyregionalnego Związku Pisarzy Ukrainy, gdzie także wydawał swoje dzieła, oraz Ogólnoukraińskiego Twórczego Związku „Kongres Literatów Ukrainy”.
- Został uhonorowany dyplomem i medalem za osiągnięcia w festiwalu almanachu „Rzadka Ptak”[13].
- Zdobył pierwsze miejsce w kategorii „Proza” w konkursie „Człowiek. Los. Epoka.”[14].

### Poglądy polityczne, narodowe i religijne
Starszy syn tak charakteryzuje poglądy Julija:
„Przede wszystkim tata był antykomunistą i ukraińskim patriotą. Całe moje dzieciństwo słuchał zachodnich głosów na swojej starej Spidoli [ru]. Potem sam zacząłem słuchać, dawał mi odbiornik. Pamiętam takie stacje radiowe jak „Głos Ameryki”, jeszcze „Deutsche Welle” („Niemiecka fala”), „Radio Swoboda”. Od czasów pierestrojki rozmawiał z nami i z wnukiem, Vadimem, głównie po ukraińsku, a z mamą – po rosyjsku. Jego ukraiński był na dość zaawansowanym poziomie. Myślę, że pomagała mu znajomość języka polskiego. To od niego nauczyłem się polskich piosenek i przysłów…”
Julij Harbuzow z bólem przyjął rosyjski atak na Ukrainę w 2014 roku. Jego poglądy społeczne i polityczne opierały się na konserwatywnych wartościach i rodzinnych tradycjach. Wśród wyznań preferował ukraiński kościół prawosławny. Julij uważał swoją publiczność czytelniczą za rosyjskojęzyczną, dlatego większość swoich dzieł pisał po rosyjsku, aby zwiększyć popularność swoich książek. Zgodnie ze słowami jego żony, był jednym z pierwszych po rozpadzie ZSRR, który wykładał na uniwersytecie w literackim języku ukraińskim. Pomimo swojej silnej politycznej aktywności, Julij wolał spędzać czas w domu, nie wstępował do organizacji politycznych ani nie prowadził aktywnej działalności politycznej.

### Otwarte publikacje online
- Yuliy Garbuzov: Pełne zbiory dzieł. Litnet.com, 7 березня 2024. (ros.).
- Yuliy Garbuzov: Równania wszechświata. Fliphtml5, 20 квітня 2024. s. 168. (ros.).
- Yuliy Garbuzov: Bajki dziadka Gordii. Проза.ру, 06 февраля 2013. s. 5. (ros.).
- Yuliy Garbuzov: Wilk na straży. Проза.ру, 23 листопада 2007. s. 25. (ros.).
- Yuliy Garbuzov: Czarodziejski mgła. Проза.ру, 05 травня 2014. s. 5. (ros.).
- Yuliy Garbuzov: Czerwony rycerz. Проза.ру, 1 грудня 2007. s. 5. (ros.).
- Yuliy Garbuzov: Ogniowiec. Проза.ру, 25 листопада 2007. s. 17. (ros.).
- Yuliy Garbuzov: Ptaszka. Проза.ру, 23 листопада 2007. s. 46. (ros.).Sprawdź autora:1.
- Yuliy Garbuzov: Dziedzictwo Boga Ningirsu. Проза.ру, 22 серпня 2013. s. 34. (ros.).
- Yuliy Garbuzov: Zboża i chwasty. Fliphtml5, 22 квітня 2024. s. 402. (ros.).
- Yuliy Garbuzov: Siła pragnienia. Проза.ру, 23 листопада 2007. s. 15. (ros.).
- Yuliy Garbuzov: Zawór. Fliphtml5, 23 квітня 2024. s. 261. (ros.).
- Yuliy Garbuzov: Historia katedry OTR. Fliphtml5, 24 квітня 2024. s. 12. (ros.).
- Yuliy Garbuzov: Osiągnięcia radiolokacyjnych badań meteorów w Charkowie. Fliphtml5, 24 квітня 2024. s. 8. (ros.).
- Yuliy Garbuzov: Przy wejściu. Fliphtml5, 24 квітня 2024. s. 43. (ros.).
- Yuliy Garbuzov: Kwiaty na działce. Fliphtml5, 28 квітня 2024. s. 55. (ros.).

### Publikacje drukowane
- Garbuzov Yuliy. Niewymyślona historia (I nagroda redakcyjna). – Sankt Petersburg: Wydawnictwo „Kalejdoskop”, Sankt Petersburg, „NLO”, nr 6, 1999.
- Garbuzov Yuliy. Siła pragnienia. – Charków: „Nieznany świat”, nr 5(27), 2001. – S. 34–39.
- Garbuzov Yuliy. Noc przy grobie z nieboszczykiem. – Charków: Charkowski most. Almanach literacko-artystyczny. Poezja i proza, nr 4. – Charków: LLC „S.A.M.”, 2010. – S. 122.
- Garbuzov Yuliy. Wilk na straży (I nagroda czytelnicza, „Privan”, Kanada). – Kanada: „Privan”, 2007. – 25 s.
- Garbuzov Yuliy. Równania wszechświata. – Charków: Powieści, opowiadania. – Ch.: Wydawnictwo „S.A.M.”, 2012. – 462 s.
- Garbuzov Yuliy. Książkowy stragan. – Charków: Charkowski most. Almanach literacko-artystyczny. Poezja i proza, nr 9. – Charków: Ekskluzyw, 2015. – S. 127.
- Garbuzov Yuliy. Książkowy stragan. – Dniepr: Literacko-artystyczny portal internetowy, „Rzadka ptica”, Dniepropietrowsk, 2016.
- Garbuzov Yuliy. Smak chałwy. – Charków: Charkowski most. Almanach literacko-artystyczny. Poezja i proza, nr 5. – Charków: LLC „S.A.M.”, 2011. – S. 152.
- Garbuzov Yuliy. Podpis (Rozdział ze „Zboża i chwasty”). – Charków: Człowiek. Los. Epoka… Almanach literacki: Majdan, 2014. – S. 16–19.
- Garbuzov Yuliy. Bajki dziadka Gordii. – Charków: Charkowski most. Almanach literacko-artystyczny. Poezja i proza, nr 7. – Charków: Ekskluzyw, 2013. – S. 123.
- Garbuzov Yuliy. Czarodziejska mgła. – Charków: Charkowski most. Almanach literacko-artystyczny. Poezja i proza, nr 8. – Charków: Ekskluzyw, 2014. – S. 134.
- Garbuzov Yuliy. Dziki. – Charków: Charkowski most. Almanach literacko-artystyczny. Poezja i proza, nr 10. – Charków: Ekskluzyw, 2016. – S. 138.